# Saint-Jean-de-la-Forêt
Saint-Jean-de-la-Forêt – miejscowość i dawna gmina we Francji, w regionie Normandia, w departamencie Orne. W 2013 roku jej populacja wynosiła 176 mieszkańców. 
W dniu 1 stycznia 2016 roku z połączenia sześciu ówczesnych gmin – Colonard-Corubert, Dancé, Nocé, Préaux-du-Perche, Saint-Aubin-des-Grois oraz Saint-Jean-de-la-Forêt – utworzono nową gminę Perche-en-Nocé. Siedzibą gminy została miejscowość Condé-sur-Huisne. 